# Tlalocohyla smithii
Tlalocohyla smithii är en groddjursart som först beskrevs av George Albert Boulenger 1902.  Tlalocohyla smithii ingår i släktet Tlalocohyla och familjen lövgrodor. IUCN kategoriserar arten globalt som livskraftig. Inga underarter finns listade i Catalogue of Life.